# 말레이시아의 재외공관 목록

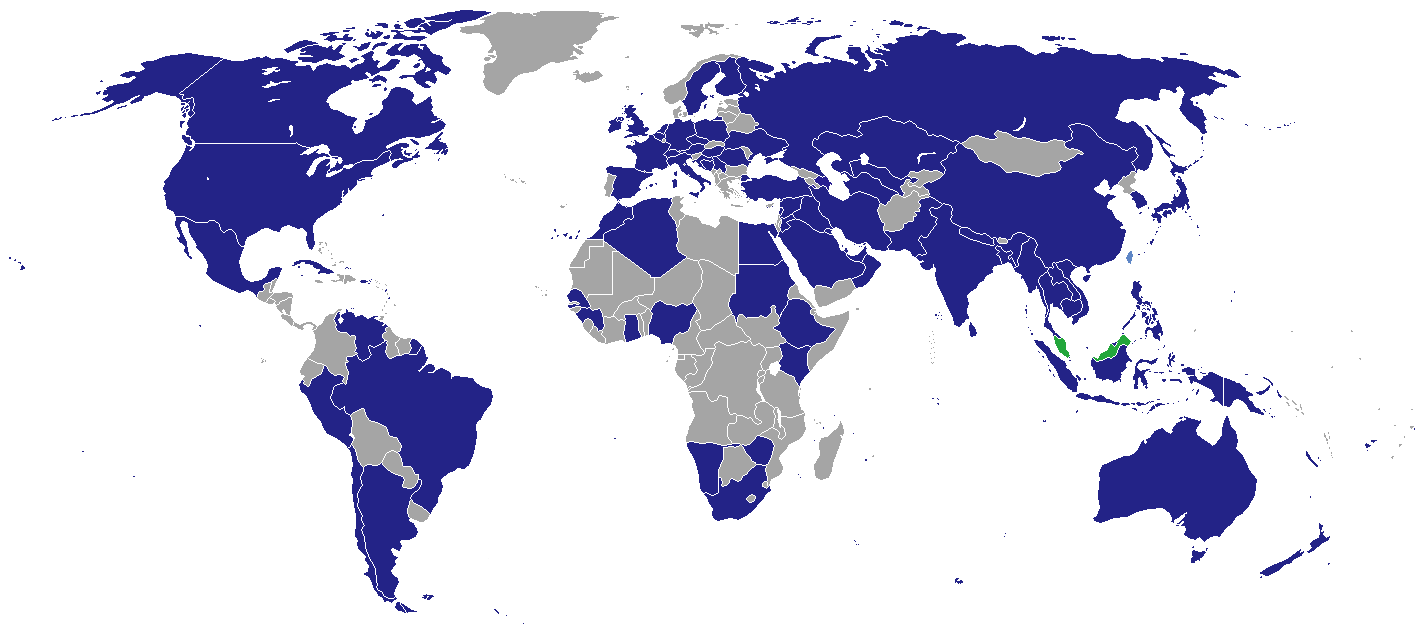
말레이시아의 재외공관

말레이시아의 재외공관 목록은 말레이시아 주재 대사관과 고등판무관 사무소를 각국에 상주시켜 놓는 것을 의미하며 말레이시아의 재외공관을 나열한 목록이다.

## 아프리카
- 알제리 : 알제 (대사관)

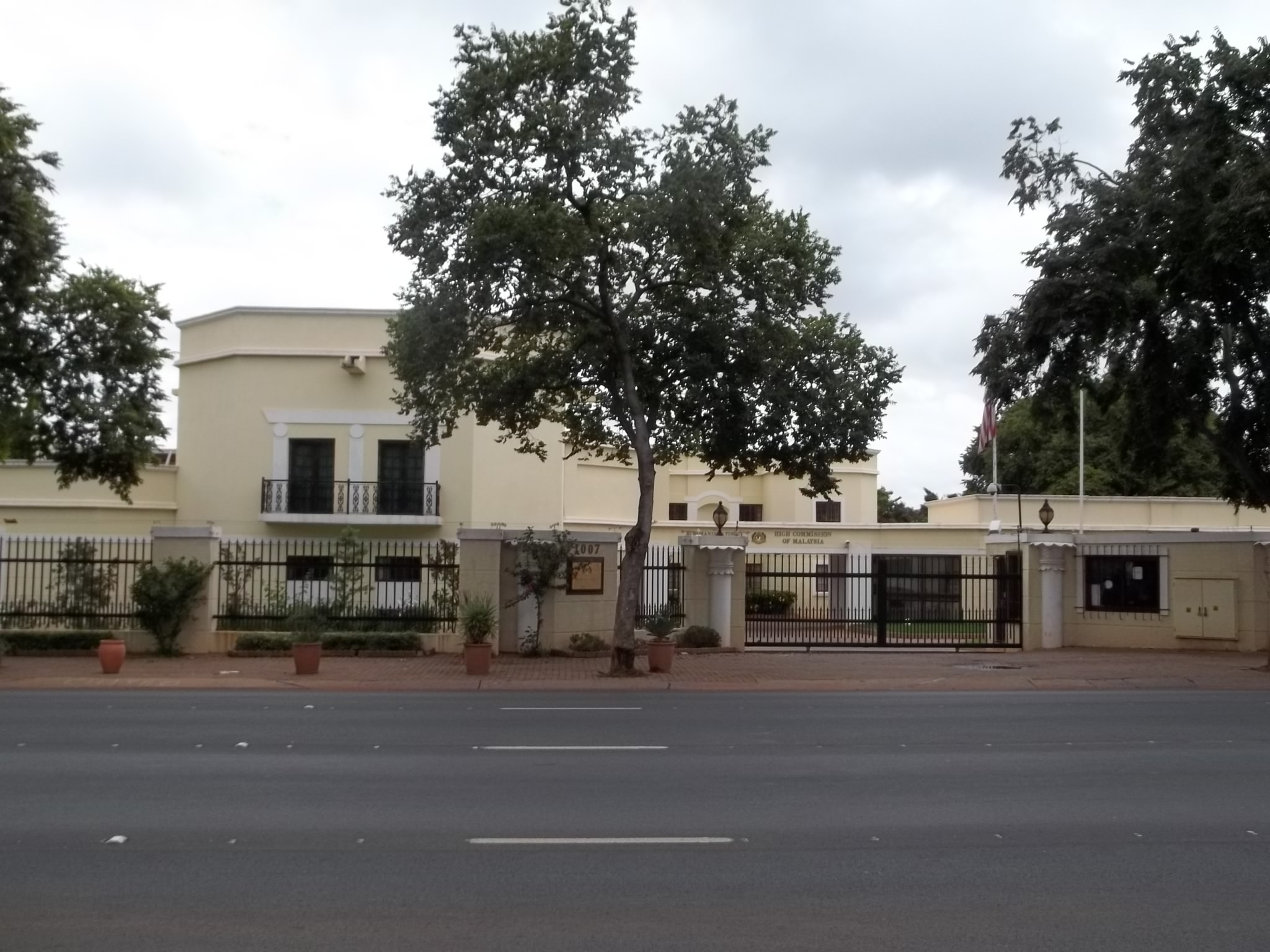
프리토리아 주재 말레이시아 고등판무관 사무소

- 이집트 : 카이로 (대사관)
- 가나 : 아크라 (고등판무관 사무소)
- 기니 : 코나크리 (대사관)
- 케냐 : 나이로비 (고등판무관 사무소)
- 모로코 : 라바트 (대사관)
- 나미비아 : 빈트후크 (고등판무관 사무소)
- 나이지리아 : 아부자 (대사관)
- 세네갈 : 다카르 (대사관)
- 남아프리카 공화국 : 프리토리아 (고등판무관 사무소)
- 수단 : 하르툼 (대사관)
- 짐바브웨 : 하라레 (대사관)

## 아메리카

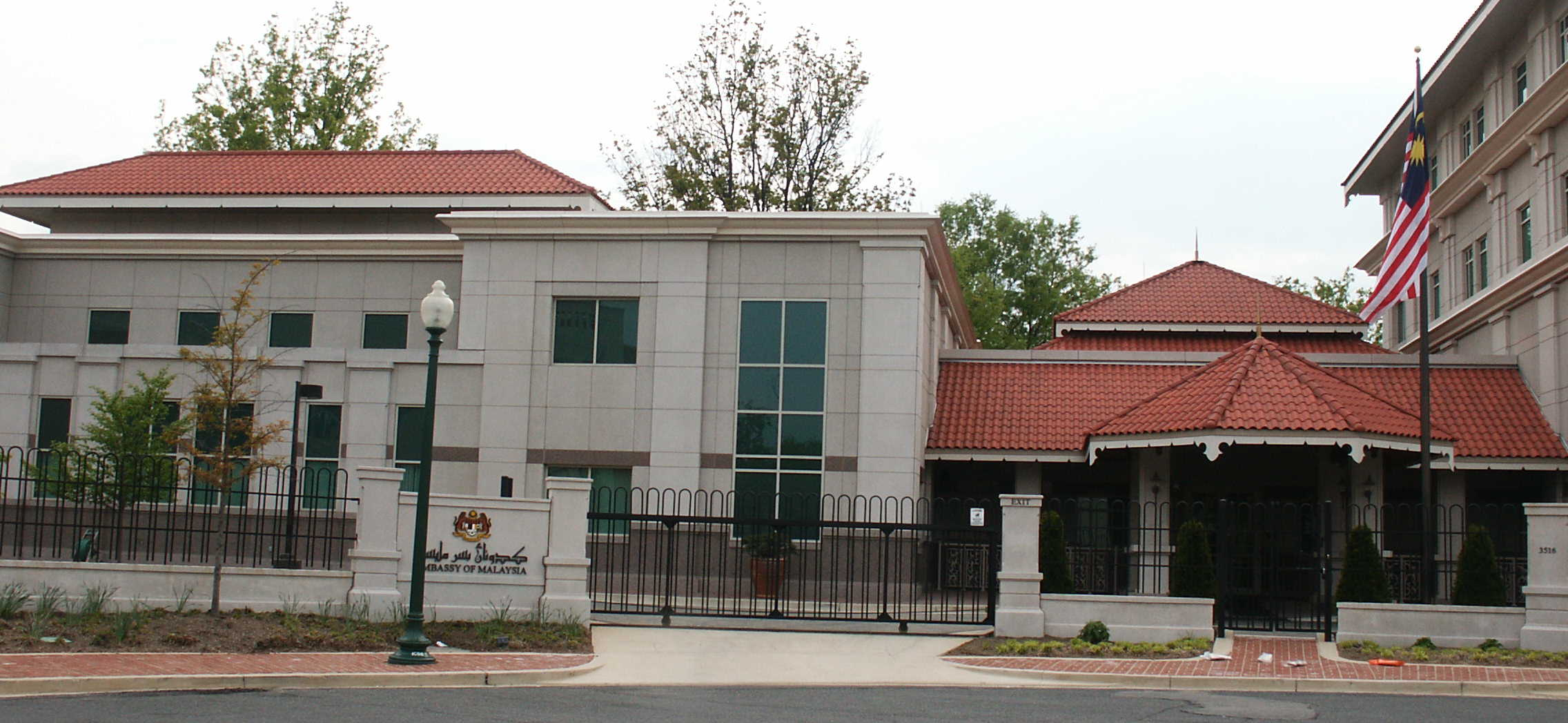
워싱턴 D.C. 주재 말레이시아 대사관

- 아르헨티나 : 부에노스아이레스 (대사관)
- 브라질 : 브라질리아 (대사관)
- 캐나다 : 오타와 (고등판무관 사무소), 밴쿠버 (총영사관)
- 칠레 : 산티아고 (대사관)
- 쿠바 : 아바나 (대사관)
- 멕시코 : 멕시코시티 (대사관)
- 페루 : 리마 (대사관)
- 미국 : 워싱턴 D.C. (대사관), 로스앤젤레스 (총영사관), 뉴욕 (총영사관)
- 베네수엘라 : 카라카스 (대사관)

## 아시아
- 아제르바이잔 : 바쿠 (대사관)
- 바레인 : 마나마 (대사관)
- 방글라데시 : 다카 (고등판무관 사무소)
- 브루나이 : 반다르스리브가완 (고등판무관 사무소)
- 캄보디아 : 프놈펜 (대사관)
- 중화인민공화국 : 베이징시 (대사관), 광저우시 (총영사관), 홍콩 (총영사관), 쿤밍 시 (총영사관), 상하이시 (총영사관), 시안시 (총영사관)
- 인도 : 뉴델리 (고등판무관 사무소), 첸나이 (총영사관), 뭄바이 (총영사관)
- 인도네시아 : 자카르타 (대사관), 메단 (총영사관), 폰티아낙 (영사관), 페칸바루 (영사관)
- 이란 : 테헤란 (대사관)
- 일본 : 도쿄도 (대사관)
- 요르단 : 암만 (대사관)
- 카자흐스탄 : 아스타나 (대사관)
- 대한민국 : 서울특별시 (대사관)
- 쿠웨이트 : 쿠웨이트시티 (대사관)
- 라오스 : 비엔티안 (대사관)
- 레바논 : 베이루트 (대사관)
- 미얀마 : 양곤 (대사관)
- 네팔 : 카트만두 (대사관)
- 오만 : 무스카트 (대사관)
- 파키스탄 : 이슬라마바드 (고등판무관 사무소), 카라치 (총영사관)
- 필리핀 : 마닐라 (대사관), 다바오 (총영사관)
- 카타르 : 도하 (대사관)
- 사우디아라비아 : 리야드 (대사관), 지다 (총영사관)
- 싱가포르 : 싱가포르 (고등판무관 사무소)
- 스리랑카 : 콜롬보 (고등판무관 사무소)
- 대만 : 타이베이시 (말레이시아 친선·무역 센터)
- 태국 : 방콕 (대사관), 송클라 (총영사관)
- 동티모르 : 딜리 (대사관)
- 튀르키예 : 앙카라 (대사관)
- 투르크메니스탄 : 아시가바트 (대사관)
- 아랍에미리트 : 아부다비 (대사관), 두바이 (총영사관)
- 우즈베키스탄 : 타슈켄트 (대사관)
- 베트남 : 하노이 (대사관), 호찌민시 (총영사관)

## 유럽
- 오스트리아 : 빈 (대사관)

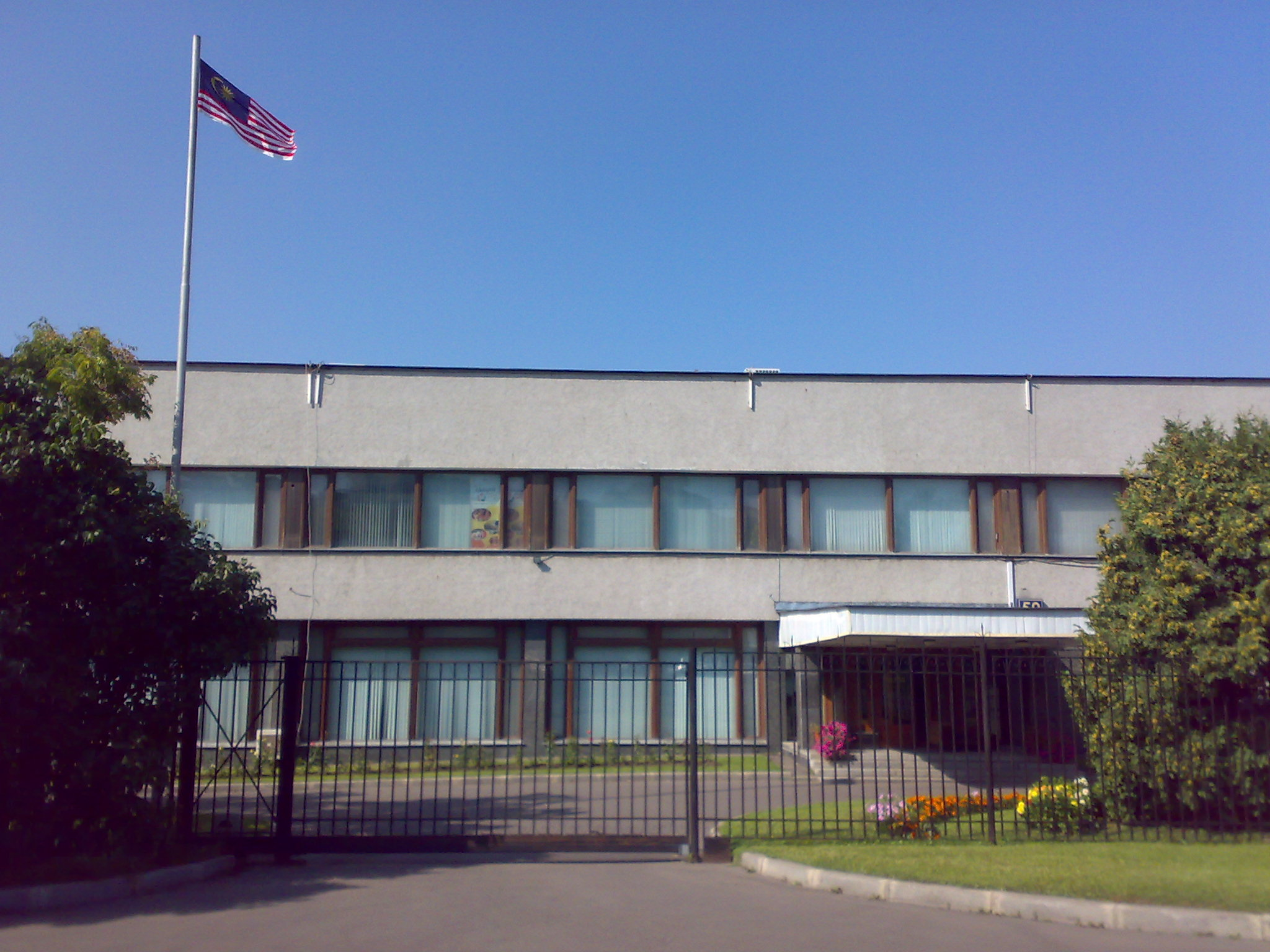
모스크바 주재 말레이시아 대사관

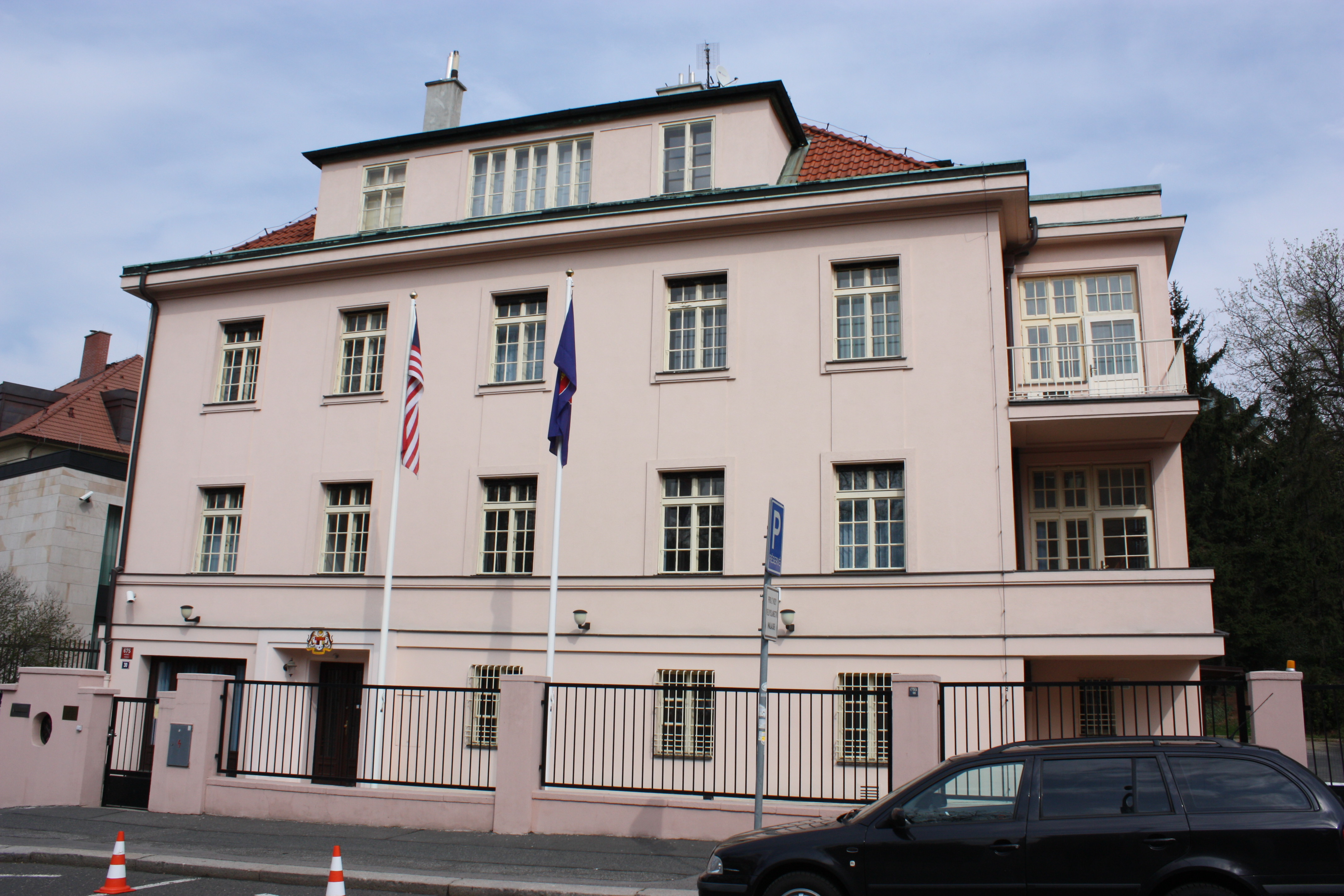
프라하 주재 말레이시아 대사관

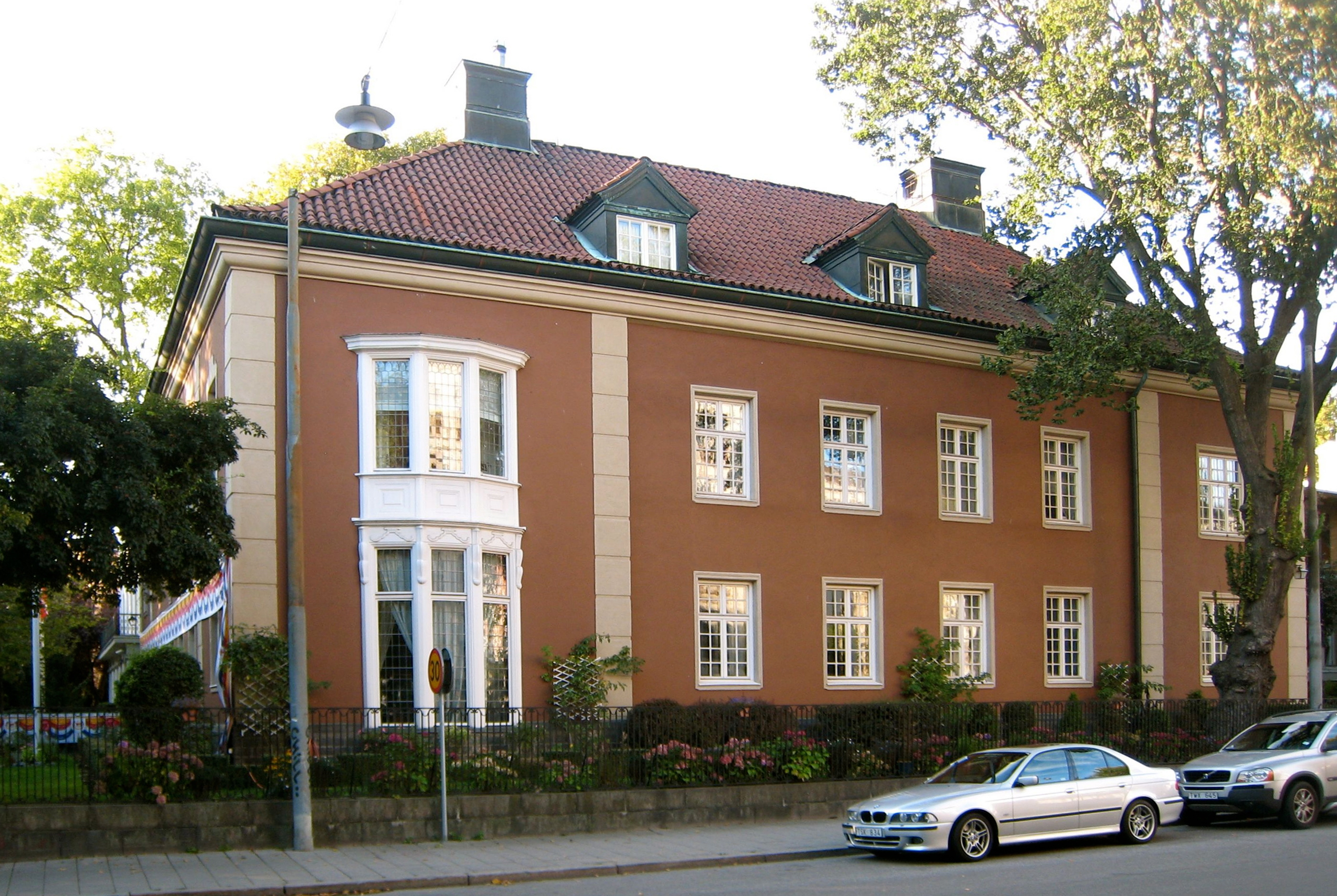
스톡홀름 주재 말레이시아 대사관

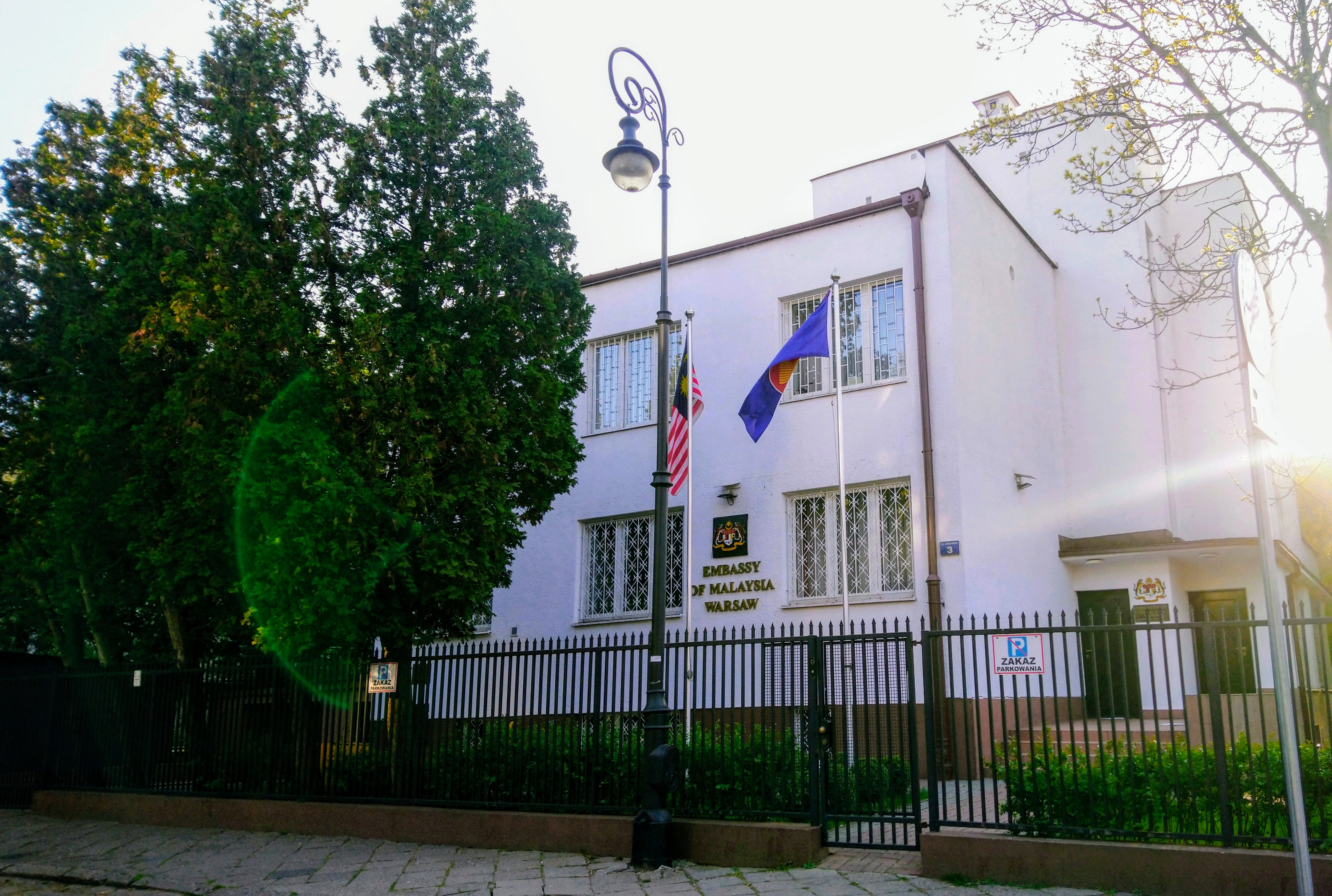
바르샤바 주재 말레이시아 대사관

- 벨기에 : 브뤼셀 (대사관)
- 보스니아 헤르체고비나 : 사라예보 (대사관)
- 크로아티아 : 자그레브 (대사관)
- 체코 : 프라하 (대사관)
- 핀란드 : 헬싱키 (대사관)
- 프랑스 : 파리 (대사관)
- 독일 : 베를린 (대사관), 프랑크푸르트암마인 (총영사관)
- 헝가리 : 부다페스트 (대사관)
- 아일랜드 : 더블린 (대사관)
- 이탈리아 : 로마 (대사관)
- 네덜란드 : 헤이그 (대사관)
- 폴란드 : 바르샤바 (대사관)
- 루마니아 : 부쿠레슈티 (대사관)
- 러시아 : 모스크바 (대사관)
- 세르비아 : 베오그라드 (대사관)
- 스페인 : 마드리드 (대사관)
- 스웨덴 : 스톡홀름 (대사관)
- 스위스 : 베른 (대사관)
- 우크라이나 : 키예프 (대사관)
- 영국 : 런던 (고등판무관 사무소)

## 오세아니아

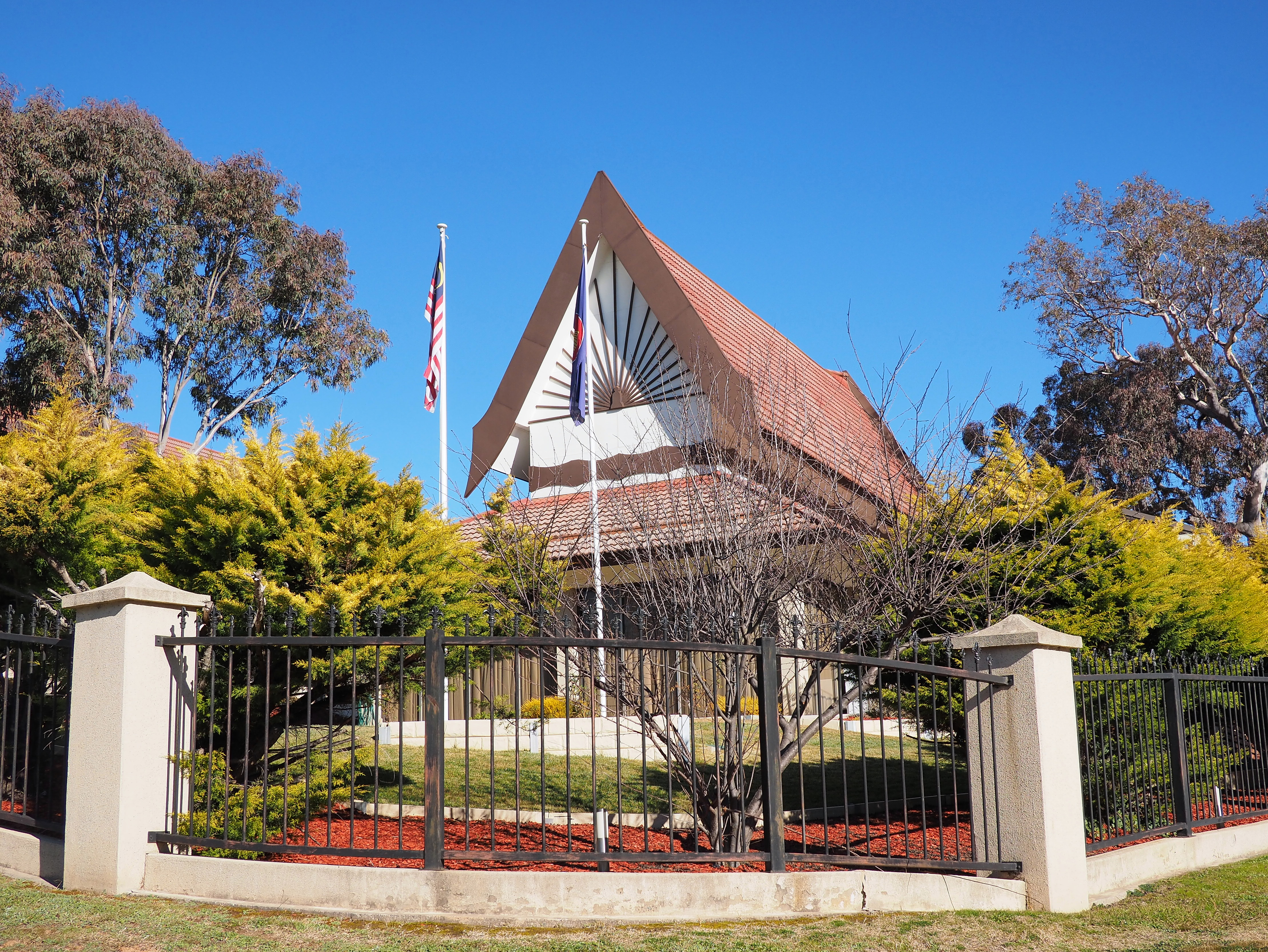
캔버라 주재 말레이시아 고등판무관 사무소

- 오스트레일리아 : 캔버라 (고등판무관 사무소), 멜버른 (총영사관), 퍼스 (총영사관), 시드니 (총영사관)
- 피지 : 수바 (고등판무관 사무소)
- 뉴질랜드 : 웰링턴 (고등판무관 사무소)
- 파푸아뉴기니 : 포트모르즈비 (고등판무관 사무소)

## 대표부
- EU 말레이시아 정부 대표부 : 브뤼셀
- ASEAN 말레이시아 정부 대표부 : 자카르타
- UN 말레이시아 정부 대표부 : 제네바, 뉴욕
- 이슬람 협력 기구 말레이시아 정부 대표부 : 리야드

## 없어진 외교 공관
- 에티오피아 : 아디스아바바 (대사관, 1982년 폐쇄)
- 조선민주주의인민공화국 : 평양 (대사관, 2004년 개설, 2021년 폐쇄)
- 리비아 : 트리폴리 (대사관, 2014년 폐쇄)
- 시리아 : 다마스쿠스 (대사관, 2012년 폐쇄)
- 예멘 : 사나 (대사관, 2014년 대사관)

## 같이 보기
- 말레이시아 주재 외국공관 목록